# Dichromia opulenta
Dichromia opulenta är en fjärilsart som beskrevs av Alphéraky. Dichromia opulenta ingår i släktet Dichromia och familjen nattflyn. Inga underarter finns listade i Catalogue of Life.